# Scilliroside
Scilliroside là một hợp chất độc hại có nguồn gốc từ cây Drimia maritima (syn. Urginea maritima), đôi khi được sử dụng làm thuốc diệt chuột.